# 圆叶野扁豆
圆叶野扁豆（学名：Dunbaria rotundifolia）为豆科野扁豆属下的一个种。

## 扩展阅读
- 維基物種上的相關：圆叶野扁豆